# Psathyrotopsis scaposa
Psathyrotopsis scaposa là một loài thực vật có hoa trong họ Cúc. Loài này được (A.Gray) H.Rob. miêu tả khoa học đầu tiên năm 1980.